# ويليام إس. كولز
ويليام إس. كولز (بالإنجليزية: William S. Cowles) هو ضابط أمريكي، ولد في 1 أغسطس 1846 في فارمنغتون في الولايات المتحدة، وتوفي في 1 مايو 1923.